# Holoparamecus barretoi
Holoparamecus barretoi là một loài bọ cánh cứng trong họ Endomychidae. Loài này được Bruch miêu tả khoa học năm 1938.